# Oswald Külpe
Oswald Külpe (1862-1915) fue un filósofo y psicólogo alemán. Destacó por sus trabajos de psicología experimental. En filosofía, consideró el conocimiento como conjunción entre pensamientos y experiencia.
Fue miembro de la llamada escuela de Wurzburgo. Partidario del estudio experimental del pensamiento, introdujo el concepto de preparación genética a la tarea, que suponía una preselección de respuestas y un rechazo del asociacionismo. El objeto de la psicología científica serían no solo fenómenos de la conciencia, sino el análisis de su contenido, rechazando la introspección analítica como método poco fiable, es decir, no científico, y proponiendo la introspección experimental como alternativa.
Se doctoró con Wundt en 1887, y después de trabajar con él durante más de diez años, empezó a distanciarse de su maestro en varios puntos, rechazando la idea de «causalidad psíquica» y la separación estricta entre fenómenos psíquicos superiores e inferiores, y oponiéndose a la idea de que todos los contenidos mentales son conscientes y representacionales.

## Obras principales
- Principios de psicología (1893)
- Kant
- Teoría del conocimiento
- Ciencia natural